# Tousson
Tousson település Franciaországban, Seine-et-Marne megyében. Lakosainak száma 338 fő (2022. január 1.). Tousson Boissy-aux-Cailles, Nanteau-sur-Essonne, Noisy-sur-École, Le Vaudoué, Buno-Bonnevaux és Oncy-sur-École községekkel határos.

## Népesség
A település népessége az elmúlt években az alábbi módon változott:
| Lakosok száma | 368  | 388  | 399  | 391  | 377  | 363  | 349  | 341  | 338  |
|               | 2013 | 2015 | 2016 | 2017 | 2018 | 2019 | 2020 | 2021 | 2022 |